# Paul Pelliot
Paul Pelliot (París, 28 de mayo de 1878 - ibíd. 26 de octubre de 1945) fue un arqueólogo y sinólogo francés, explorador del Asia Central. Discípulo de Sylvain Lévi, condujo una única expedición arqueológica al Turquestán, que regresó con numerosos manuscritos, obras de arte, antigüedades y especímenes naturales, así como cientos de mapas y fotografías.

## Vida
Pelliot trabajó en la École Française d'Extrême Orient en Hanói, desde la cual fue despachado en 1900 a Pekín en busca de libros chinos para la biblioteca de la escuela. Pero entonces estalló la Rebelión Boxer, quedando atrapado en el barrio de las legaciones durante el célebre asedio de 55 días. Pelliot hizo dos incursiones en territorio enemigo - una para capturar un estandarte enemigo y la otra para obtener fruta fresca para los sitiados. Por su valentía fue condecorado con la Légion d'honneur. A los 22 años Paul Pelliot volvió a Hanói, convirtiéndose en profesor de chino en la École.

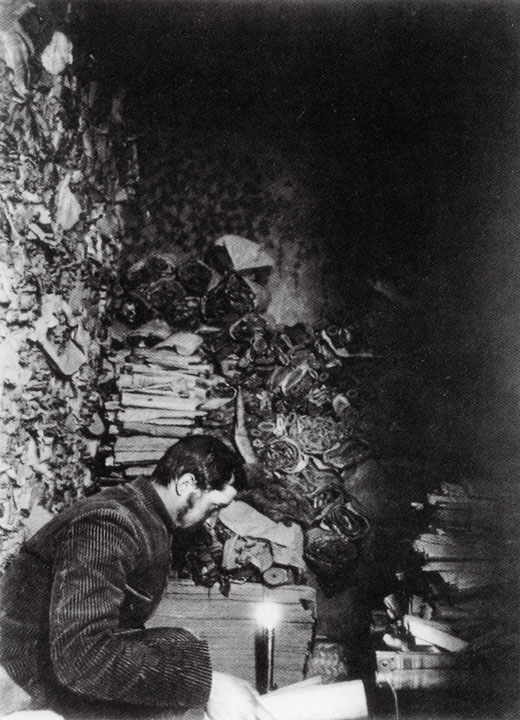
Pelliot examinando los manuscritos en las grutas de Mogao.

### La expedición al Turquestán
La expedición Pelliot partió de París el 17 de junio de 1906. Su equipo de tres hombres estaba formado por el Dr. Louis Vaillant, un oficial médico del ejército y Charles Nouette, un fotógrafo. El viaje al Turquestán chino se realizó en ferrocarril, vía Moscú y Taskent, llegando a Kashgar a finales de agosto, trayecto que hicieron con el colega expedicionario Carl Gustaf Mannerheim; se alojaron en casa del cónsul general ruso. Pelliot maravilló a las autoridades chinas locales con su dominio absoluto del idioma chino (una de las 13 lenguas que hablaba), y sus esfuerzos se vieron recompensados pronto, al obtener equipo (como una yurta) hasta entonces vetado a los extranjeros.
Su primera parada tras dejar Kashgar fue Tumchuq, desde donde fueron a Kucha. Allí hallaron una serie de documentos en el idioma perdido, el Kucheo, que fueron traducidos posteriormente por Sylvain Levi, al antiguo profesor de Pelliot. Desde Kucha, Pelliot fue a Urumchi, donde encontró a un viejo conocido: el Duque de Lan, exiliado desde el fracaso de la Rebelión Bóxer.
La parada final de Pelliot fue Dunhuang, donde obtuvo acceso a la cámara secreta del Abad Wang, y a su fabuloso tesoro de manuscritos antiguos, ya visitada por Sir Aurel Stein. Nuevamente, su habilidad con el idioma chino fue la mejor baza. Al cabo de tres semanas inspeccionando manuscritos, a la febril cifra de un millar por día, Pelliot convenció a Wang para que le vendiera una selección de los importantes, al precio de 500 taeles (90 £).

### Retorno y años finales

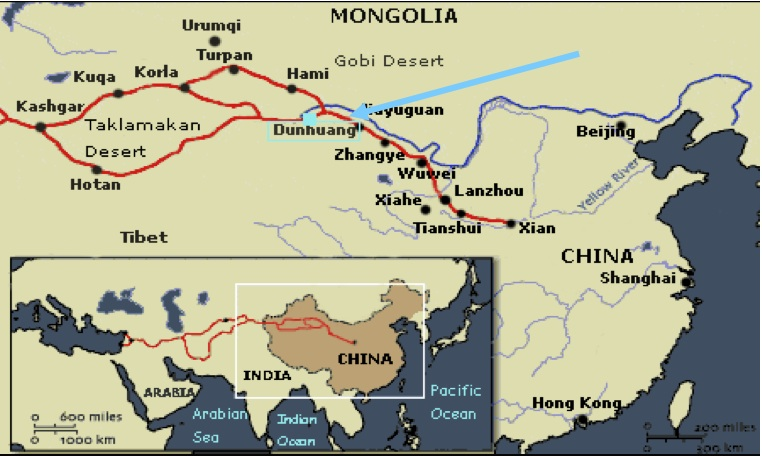
Mapa de la misión Pelliot.

Pelliot volvió a París el 24 de octubre de 1909, encontrándose con una campaña de calumnias contra su persona, montada por Édouard Chavannes, un colega sinólogo, y la plantilla de la École. Pelliot fue acusado de malgastar caudales públicos y haber traído manuscritos falsos. La campaña llegó a su apogeo en diciembre de 1910, con la publicación de un artículo de Fernand Farjenel en La Revue Indigène. Tan graves acusaciones no se probaron como falsas hasta la publicación, en 1912, de Ruins of Desert Cathay, de Aurel Stein, que dejó clara la autenticidad de los manuscritos en cuestión.
Pelliot sirvió posteriormente como agregado militar en Pekín durante la Primera Guerra Mundial. Su trabajo fue fundamental para el estudio del Asia Central entre los siglos VI y XI de nuestra era y la difusión del budismo a través de la Ruta de la Seda. Murió de cáncer en 1945. A su muerte se dijo que, sin él, "la sinología había quedado huérfana".

## Obras y publicaciones
- Un traite manichéen retrouvé en Chine, JA 1911, pp. 499-617; 1913, pp. 99-199, 261-392 (en colaboración con E. Chavannes).
- Les influences iraniennes en Asie Centrale et en Extrême-Orient, Revue d'Histoire et de Littérature Religieuses, N.S. 3, 1912, pp. 97-119.
- Mo-ni et manichéens, JA 1914, pp. 461-70.
- Le 'Cha-tcheou-tou-fou-t'ou-king' et la colonie sogdienne de la región du Lob Nor, JA 1916, pp. 111-23.
- Le sûtra des causes et des effets du bien et du mal. Ed. y trad. a partir del texto original en sogdiano, chino y tibetano por Robert Gauthiot y Pelliot. 2 vols. (con la colaboración de E. Benveniste), París, 1920.
- Les Mongols et la Papauté. Documents nouveaux édités, traduits et commentés par M. Paul Pelliot, con la colaboración de MM. Borghezio, Masse‚ & Tisserant, Revue de l'Orient chrétien, 3.ª ser. 3 (23), 1922/23, pp. 3-30; 4(24), 1924, pp. 225-335; 8(28) 1931, pp. 3-84.
- Les traditions manichéennes au Foukien, T'oung Pao, 22, 1923, pp. 193-208.
- Neuf notes sur des questions d'Asie Centrale, T'oung Pao, 24, 1929, pp. 201-265.
- Notes sur Marco Polo, ed. L. Hambis, 3 vols., París, 1959-1963.
- Notes on Marco Polo, Imprimerie nationale, librairie Adrien-Maisonneuve, París, 1959-1963.
- Recherches sur les chrétiens d'Asie centrale et d'Extrême-Orient I, París, 1973.
- L'inscription nestorienne de Si-ngan-fou, ed. con suplementos por Antonino Forte, Kyoto y París, 1996.

## Honores
En reconocimiento a su labor, el Museo Guimet de Artes Asiáticas, en París, tiene una galería bautizada en su honor.